# فهرست والیان کاپیسا
جدول زیر فهرست والیان ولایت کاپیسا افغانستان است.

## فهرست
| والی | والی | والی                  | دوره                   | جزئیات | یاداشت |
| ---- | ---- | --------------------- | ---------------------- | ------ | ------ |
|      |      | سید احمد حقبین        | ؟؟؟                    |        |        |
|      |      | عبدالستار مراد        | ۲۰۰۴ ۲۰۰۷              |        |        |
|      |      | خواجه غلام غوث ابوبکر | ۲۰۰۷ ۲۰۱۱              |        |        |
|      |      | محراب‌الدین صافی       | آوریل ۲۰۱۱ ۲۰۱۵        |        |        |
|      |      | محمد خالد هاشمی       | ۱۳ ژوئن ۲۰۱۵ ۲۰۱۷      |        |        |
|      |      | عبدالطیف مراد         | ۲۹ نوامبر ۲۰۱۷ - کنونی |        |        |